# Narsaarsuk
Narsaarsuk (zastarale Narssârsuk) je zaniklá osada v kraji Avannaata v Grónsku, blízko letecké základny Thule. Název osady znamená "milovaná pláň". Místo osady je po letecké nehodě letadla Boeing B-52 Stratofortress z roku 1968 u osady kontaminované plutoniem.